# Anaxagorea prinoides
Anaxagorea prinoides är en kirimojaväxtart som först beskrevs av Michel Félix Dunal, och fick sitt nu gällande namn av A. Dc. Anaxagorea prinoides ingår i släktet Anaxagorea och familjen kirimojaväxter. Inga underarter finns listade i Catalogue of Life.